# Rumilly-en-Cambrésis
Rumilly-en-Cambrésis település Franciaországban, Nord megyében. Lakosainak száma 1422 fő (2022. január 1.). Rumilly-en-Cambrésis Cambrai, Masnières, Crèvecœur-sur-l’Escaut, Marcoing, Niergnies és Proville községekkel határos.

## Népesség
A település népessége az elmúlt években az alábbi módon változott:
| Lakosok száma | 1468 | 1469 | 1486 | 1453 | 1444 | 1436 | 1431 | 1429 | 1422 |
|               | 2013 | 2015 | 2016 | 2017 | 2018 | 2019 | 2020 | 2021 | 2022 |